# Ahmed Ammar Younbaii
Ahmed Ammar Younbaii (arabe : أحمد عمار الينباعي), né le 4 décembre 1950 à Tozeur, est un haut fonctionnaire et homme politique tunisien. Il est ministre des Affaires sociales de janvier 2014 à janvier 2016.

## Biographie

### Formation
Il décroche en 1974 une licence de droit privé à l'université de Tunis, un diplôme d'études supérieures de doctorat dans le même établissement en 1976, un diplôme de l'Institut international d'administration publique de Paris en 1977 et un diplôme de l'ENA tunisienne en 1979.

### Carrière professionnelle
En 1982, il devient directeur adjoint de l'inspection du travail, directeur de l'inspection du travail en 1985, directeur général de l'inspection du travail et de la conciliation en 1988 et directeur général chargé de mission au cabinet du ministre des Affaires sociales en 2005. Entre 2011 et 2014, il est le chef de cabinet du ministre des Affaires sociales Khalil Zaouia.
En 1981, il fonde l'Association nationale des inspecteurs du travail, dont il devient le président. En 1983, il fonde l'Association tunisienne du droit social, dont il devient le vice-président. Entre 1983 et 1999, il est vice-président de l'Association internationale de l'inspection du travail.

### Carrière politique
En janvier 2014, il est nommé ministre des Affaires sociales au sein du gouvernement de Mehdi Jomaa, en tant qu'indépendant. Le 23 janvier 2015, il est reconduit au même poste dans le gouvernement de Habib Essid.